# Felipe de Nassau
Felipe de Nassau (Dillenburg, 1 de diciembre de 1566 - Rheinberg, 3 de septiembre de 1595) fue un militar holandés que combatió en la guerra de los Ochenta Años que las Provincias Unidas sostuvieron contra España.
Era el sexto hijo de Juan VI de Nassau-Dillenburg y de Isabel de Leuchtenberg, hermano de Guillermo Luis de Nassau-Dillenburg y primo de Mauricio de Nassau.
En 1586-87 fue nombrado gobernador de Gorcum y del Castillo de Loevestein, y el 21 de octubre de 1591 de Nimega tras tomarla a los españoles. En 1590, como coronel al mando de un regimiento de caballería, participó en el apoyo a la toma de Breda.
En 1595 cayó durante una batalla a orillas del río Lippe contra los tercios españoles mandados por Juan de Córdoba, pese a los cuidados que recibió de estos.